# República Socialista Soviética de Turkmenistán
La República Socialista Soviética de Turkmenistán, abreviado como RSS de Turkmenistán (en turcomano: Түркменистан Совет Социалистик
Республикасы; en ruso: Туркменская Советская Социалистическая Республика),  comúnmente referido como Turkmenistán Soviético, fue una de las quince repúblicas constituyentes de la antigua Unión Soviética, desde 1924 hasta 1991.

## Historia

### Antecedentes
Tras la revolución rusa de 1917, Asjabad se convirtió en base de las fuerzas antibolcheviques, viéndose atacada por el sóviet de Taskent. Las tropas británicas ocuparon Asjabad y el sur de Turkmenistán hasta 1919, y tras la retirada británica, el 7 de agosto de 1921 a partir del territorio del antiguo Óblast de Transcaspia se creó el Óblast Autónomo Turcomano, ubicado dentro de la RASS del Turquestán, la cual estaba a su vez dentro de la RSFS de Rusia . El 13 de mayo de 1925, el OA Turcomano se separó de la RSFS de Rusia para convertirse en la RSS de Turkmenistán como una de las repúblicas de la Unión Soviética. En esta época se fijaron las fronteras que siguen vigentes incluso en el Turkmenistán actual.
Debido a que los turcomanos generalmente eran indiferentes a la Revolución de Octubre, se produjo poca actividad revolucionaria en la región en los años siguientes. Sin embargo, los años inmediatamente anteriores a la revolución habían estado marcados por levantamientos turcomanos esporádicos contra el dominio ruso, sobre todo la revuelta antizarista de 1916 que se extendió por todo Turkmenistán. Su resistencia armada al gobierno soviético fue parte de la Revuelta de Basmachi en toda Asia Central desde la década de 1920 hasta principios de la de 1930, que incluía la mayoría de las futuras dependencias de la URSS.[cita requerida] La oposición fue feroz y resultó en la muerte de un gran número de turcomanos. Las fuentes soviéticas describen esta lucha como un capítulo menor en la historia de la república.

### Creación
En octubre de 1924, cuando Asia Central se dividió en distintas entidades políticas con base étnica, el Óblast Autónomo Turcomano de la República Autónoma Socialista Soviética de Turquestán (RASS del Turquestán) junto con Charjew, Kerki y una parte de las provincias de Shirabad de la República Popular Soviética de Bujará y la provincia turcomana (Daşoguz) de la República Popular Soviética de Corasmia se unificaron para crear la República Socialista Soviética de Turkmenistán (RSS de Turkmenistán), una república constituyente de pleno derecho de la Unión Soviética, donde los turcomanos constituían aproximadamente el 80% de la población.

### República socialista

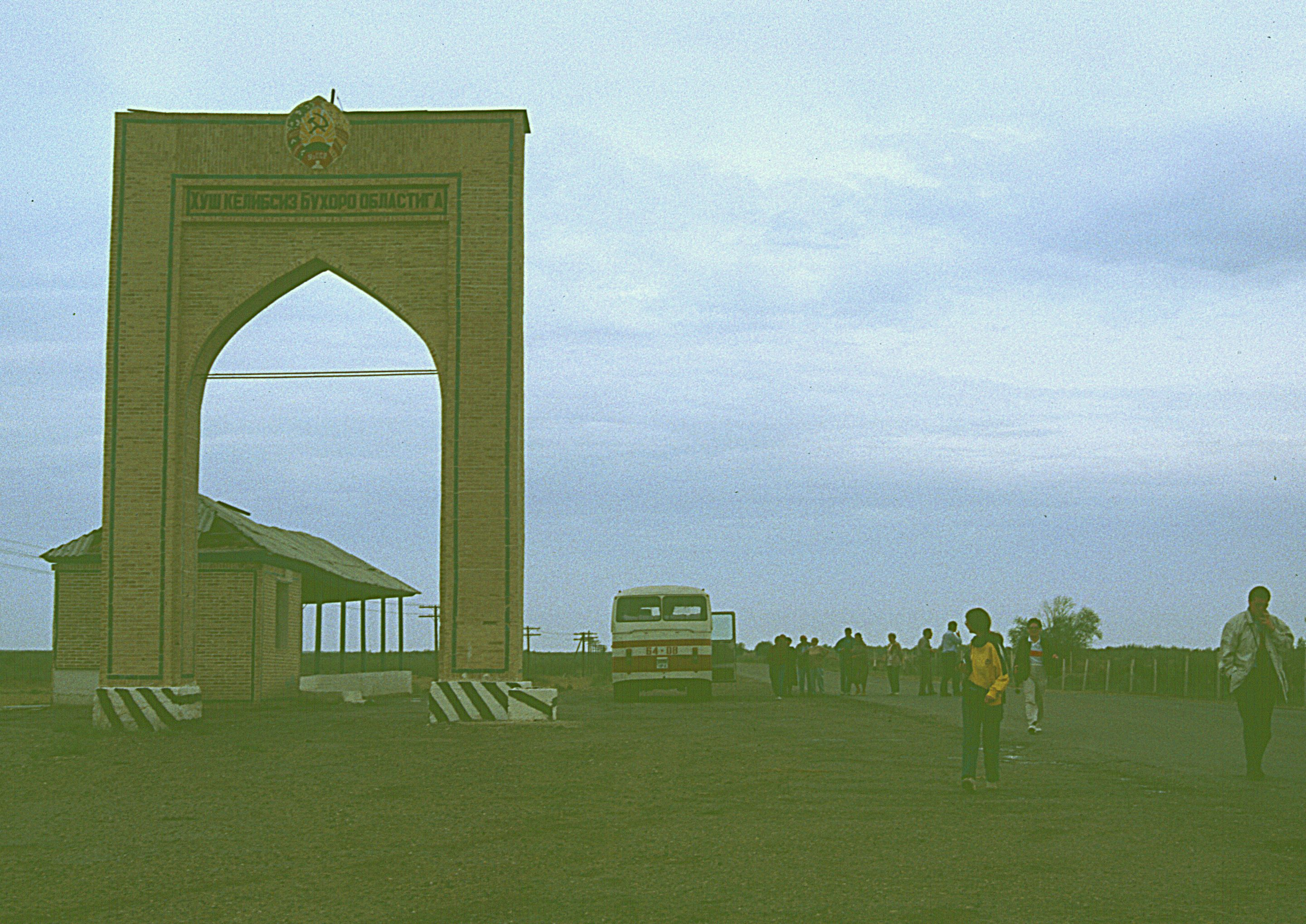
Frontera entre Turkmenistán y Uzbekistán.

Durante la colectivización forzada y el asentamiento de grupos nómadas y seminómadas junto con otros cambios socioeconómicos de las primeras décadas del gobierno soviético, el nomadismo pastoril dejó de ser una alternativa económica en Turkmenistán y, a fines de la década de 1930, la mayoría de los turcomanos se habían vuelto sedentarios. Los esfuerzos del estado soviético para socavar el estilo de vida tradicional turcomano dieron como resultado cambios significativos en las relaciones familiares y políticas, las prácticas religiosas y culturales y el desarrollo intelectual. Un número significativo de rusos y otros europeos, así como grupos de diversas nacionalidades, principalmente del Cáucaso, migraron a las zonas urbanas. Se desarrollaron capacidades industriales modestas y se inició la explotación limitada de los recursos naturales de Turkmenistán.
Bajo el dominio soviético, todas las creencias religiosas fueron atacadas por las autoridades comunistas como supersticiones y "vestigios del pasado". Se prohibió la mayor parte de la educación religiosa y la observancia religiosa, y se cerraron la gran mayoría de las mezquitas. Una Junta musulmana oficial de Asia Central con sede en Taskent se estableció durante la Segunda Guerra Mundial para supervisar la fe islámica en Asia Central. En su mayor parte, la Junta Musulmana funcionó como un instrumento de propaganda cuyas actividades hicieron poco para mejorar la causa musulmana. El adoctrinamiento ateo sofocó el desarrollo religioso y contribuyó al aislamiento de los turcomanos de la comunidad musulmana internacional. Algunas costumbres religiosas, como el entierro musulmán y la circuncisión masculina, continuaron practicándose durante el período soviético, pero la mayoría de las creencias, conocimientos y costumbres religiosas se conservaron solo en áreas rurales en "forma popular" como una especie de forma no oficial. El Islam no está sancionado por la Dirección Espiritual estatal.
La política de indigenización del régimen soviético (korenización) implicó la promoción de la cultura y el idioma nacionales y la creación de una administración nativa para cada grupo étnico en su propio territorio. Durante la década de 1920, como sucedió en toda la Unión Soviética, hubo apoyo directo y financiamiento para la creación de teatros, editoriales y periódicos en idiomas nativos, así como la educación pública universal, y este fue el caso de las minorías turcomanas durante la administración soviética de Turkmenistán. 
En la década de 1920, la República Socialista Soviética de Turkmenistán estandarizó el idioma turcomano (ya que antes de esto, la gran mayoría de la población no estaba alfabetizada y aquellos que lo eran tendían a usar el chaghtai o idiomas persas para escribir, aunque en el  finales del siglo XIX y principios del XX hubo un interés creciente en el uso del registro turco otomano para escribir, ya que es un idioma oghuz y lingüísticamente más cercano). Al riguroso debate en la prensa nacional y en varias revistas literarias y educativas sobre el teke, el yomut y otros dialectos regionales y tribales le siguió una toma de decisiones centralizada en torno a la creación de un estándar nacional particular, la simplificación del alfabeto arabo-persa y  la eventual transición al alfabeto cirílico.
A partir de la década de 1930, Moscú mantuvo la república bajo un firme control. Las políticas de nacionalidad anteriores de la década de 1920 y principios de la de 1930 involucraron la promoción del uso del idioma turcomano para la administración en todas las áreas del estado, el partido y la economía (junto con el sistema más duradero de cuotas preferenciales y avance para los turcomanos étnicos en el gobierno, partidos y trabajos industriales con el objetivo de lograr una burocracia mayoritaria turcomana) y los intentos de exigir a los no turcomanos que aprendan el idioma turcomano.
Desde la década de 1930 en adelante, la política de nacionalidad favoreció el uso del idioma turcomano en áreas de gobierno "más cercanas a la gente": educación, salud, etc, junto con la aceptación de que el conocimiento del idioma ruso también sería necesario para la mayoría del trabajo del gobierno. Como avance en muchas carreras: el gobierno ya no trabajaría para que el conocimiento del idioma ruso fuera superfluo para el avance y cesaría los esfuerzos activos para que el turcomano fuera el idioma de la administración, y desde 1938 en adelante, los estudiantes no rusos en toda la Unión Soviética estarían obligados a dominar el ruso para avanzar en la educación secundaria y universitaria.
El cuadro no turcomano tanto en Moscú como en Turkmenistán supervisó de cerca al cuadro nacional de funcionarios gubernamentales y burócratas;  en general, el liderazgo turcomano apoyó incondicionalmente las políticas soviéticas. Moscú inició casi toda la actividad política en la república y, a excepción de un escándalo de corrupción a mediados de la década de 1980 que expulsó al Primer Secretario Muhammetnazar Gapúrov, Turkmenistán siguió siendo una tranquila república soviética. Las políticas de glásnost y perestroika de Mijaíl Gorbachov no tuvieron un impacto significativo en Turkmenistán, ya que muchas personas eran autodependientes, y los colonos del territorio y los ministros de la Unión Soviética rara vez  entrelazados. La república se encontró poco preparada para la disolución de la Unión Soviética y la independencia que siguió en 1991.

### Disolución
Cuando otras repúblicas constituyentes de la Unión Soviética presentaron reclamos de soberanía en 1988 y 1989, el liderazgo de Turkmenia también comenzó a criticar las políticas económicas y políticas de Moscú como explotadoras y perjudiciales para el bienestar y el orgullo de los turcomanos. Por voto unánime de su Soviet Supremo, Turkmenistán declaró su soberanía en agosto de 1990. En marzo de 1990, Turkmenistán participó en el referéndum sobre el futuro de la Unión Soviética observado internacionalmente, donde el 98% de los participantes votaron a favor de la preservación de la Unión Soviética.  Después del golpe de Estado de agosto de 1991 en Moscú, el líder comunista de Turkmenistán Saparmyrat Nyýazow convocó a un referéndum popular sobre la independencia. El resultado oficial del referéndum fue del 94 por ciento a favor de la independencia. El Soviet Supremo de la república luego declaró la independencia de Turkmenistán de la Unión Soviética y el establecimiento de la República de Turkmenistán el 27 de octubre de 1991. Turkmenistán se independizó de la Unión Soviética el 26 de diciembre de 1991[cita requerida]

## Política
Al igual que en las demás repúblicas de la Unión Soviética, Turkmenistán tenía un gobierno en el marco de una república socialista de partido único gobernada por la rama regional del Partido Comunista de la Unión Soviética conocida como Partido Comunista de la República Socialista Soviética de Turkmenistán, dirigida por un Primer Secretario, y que tenía una importante presencia en todos los órganos de gobierno, política y sociedad. El poder legislativo consistía en el Sóviet Supremo, el cual era el parlamento unicameral de la república encabezada por un presidente, y con sede en el edificio del Sóviet Supremo en Asjabad. El Presidente del Consejo de Ministros por otro lado dirigía al poder ejecutivo.

## Subdivisión administrativa
La RSS de Turkmenistán estaba dividida en 5 óblast (provincias) como se muestra en la tabla siguiente (datos del 1 de enero de 1976, fuente: Gran Enciclopedia Soviética (enlace roto disponible en Internet Archive; véase el historial, la primera versión y la última).).

### Óblasts
| Nombre              | Capital   | Superficie (miles de km²) | Población (miles de hab.) |
| ------------------- | --------- | ------------------------- | ------------------------- |
| Óblast de Asjabad   | Asjabad   | 675                       | 95,4                      |
| Óblast de Chardzhou | Chardzhou | 553                       | 93,8                      |
| Óblast de Mary      | Mary      | 588                       | 86,8                      |
| Óblast de Tashauz   | Tashauz   | 488                       | 73,6                      |

| Nombre                                                  | Capital                                                 | Superficie (miles de km²)                               | Población (miles de hab.)                               |
| Óblasts desaparecidos antes de la disolución de la URSS | Óblasts desaparecidos antes de la disolución de la URSS | Óblasts desaparecidos antes de la disolución de la URSS | Óblasts desaparecidos antes de la disolución de la URSS |
| ------------------------------------------------------- | ------------------------------------------------------- | ------------------------------------------------------- | ------------------------------------------------------- |
| Óblast de Kerki (1943-1947)                             | Kerki                                                   |                                                         |                                                         |
| Óblast de Krasnovodsk (1939-1947; 1952-1955; 1973-1988) | Krasnovodsk                                             | 295                                                     | 138,5                                                   |

## Economía
En 1950, se construyó el canal de Karakum de 1.375 kilómetros de longitud. Abasteciéndose del río Amu Daria, posibilitó la irrigación de grandes extensiones de terrenos que se dedicaron a la producción de algodón, pero también provocó la destrucción de los bosques de toghay, cortando además, drásticamente, el flujo de agua al mar de Aral, lo que se tradujo en un desastre ecológico.
El rápido desarrollo de la economía de la Unión Soviética tuvo lugar en las décadas de 1960 y 1970.  La cosecha bruta de algodón crudo en 1960-1980 aumentó de 0,36 millones de toneladas a 1,3 millones de toneladas, aunque luego la tasa de crecimiento se desaceleró y en 1990 sólo se cosecharon 1,4 millones de toneladas. La producción de gas natural aumentó en el mismo período de 1.100 millones de metros cúbicos a 63.200 millones de metros cúbicos por año. En la década de 1980, el aumento continuó y en 1990 ascendió a 87,8 mil millones de metros cúbicos (10,8% de la producción de toda la Unión).

### Industria
Las Industrias líderes de la RSS de Turkmenistán eran:
- Industria del gas

- Industria del aceite

- Industria química

- Industria ingeniería

- Industria eléctrica

- Industria alimenticia

La producción de petróleo se concentró en áreas del oeste de Turkmenistán. La refinación de petróleo en Krasnovodsk. Grandes campos de gas en Shatlyk, Dauletabad, Nayip, Achak y otros. Más del 95% de la electricidad es proporcionada por centrales térmicas. 
La industria química estuvo representada por la extracción de mirabilita (en la bahía de Kara Bogaz Gol), azufre (en Magdanly) y otros, la producción de yodo, sulfato de sodio, superfosfato (Chardzhou), fertilizantes potásicos (Gaurdak), ácido sulfúrico y otros. Empresas de construcción de maquinaria y metalurgia (producción de equipos para las industrias petrolera y alimentaria, cables eléctricos, equipos de gas, etc.).
Las empresas más importantes en la industria de materiales de construcción son la planta de cemento Bezmeinsky y la planta de vidrio Ashgabat. La industria ligera especializada principalmente en el procesamiento primario de algodón, lana, pieles de astracán, capullos de seda, la producción de algodón, lana, tejidos de seda, géneros de punto (Asjabad, Mary, Chardzhou y otros). 
El tejido artístico de alfombras era conocido por su exportaciones en otros países, la rama principal de la industria de alimentos y sabores es la industria de aceites y grasas (la producción de aceite de semilla de algodón). En relación con la necesidad de la industria de la URSS de uranio en la ciudad de Aktau  se construyó el Combinado Minero y Metalúrgico del Caspio, que incluía la extracción de mineral de uranio, su procesamiento y enriquecimiento. 
La red de empresas de este complejo proporcionó la producción principal con reactivos químicos (plantas de fertilizantes nitrogenados y ácido sulfúrico), energía térmica, agua dulce. Se construyó una infraestructura desarrollada de una ciudad de rápido crecimiento, incluido un puerto marítimo. Para el abastecimiento de agua a la población y empresas se construyeron plantas desaladoras industriales utilizando vapor secundario de centrales térmicas, entre ellas el reactor nuclear de neutrones rápidos BN-350 (actualmente parado y en parada), que fue la primera planta desaladora nuclear del mundo con un capacidad de 120.000 m³ de agua por día. Después del colapso de la URSS, Aktau se convirtió principalmente en el centro para el desarrollo de campos de petróleo y gas.

### Agricultura
En 1986 había 134 granjas estatales y 350 granjas colectivas en la república. Las tierras agrícolas ascendieron a 31,7 millones de hectáreas, de las cuales:
- Tierra cultivable  - 1,1 millones de hectáreas
- Hectáreas - 30,4 millones de hectáreas.

Turkmenistán es una república de agricultura de regadío. La superficie de regadío en 1986 alcanzó 1.185 millones de hectáreas. De gran importancia en el desarrollo de la economía de la república y especialmente de la agricultura es el Canal de Karakum que lleva el nombre de V. I. Lenin. La agricultura proporcionó más del 65% de la producción agrícola bruta. Su principal industria es el cultivo del algodón (algodón en bruto cosechado 1,137 millones de toneladas en 1986 ).
El algodón se cultivaba en casi todas las zonas de agricultura de regadío. Alrededor del 14% de los cultivos están ocupados por cultivos de cereales ( trigo, cebada, arroz, dzhugara; cosecha bruta de cereales - 320 mil toneladas en 1986). Se desarrollaron la fruticultura, la viticultura, la horticultura y la melonicultura. En la cría de animales, el lugar principal pertenecía a la cría de karakul, que se basaba en pastos distantes de Karakum. 

### Transporte
Duración de funcionamiento (para 1986):
- Ferrocarriles - 2.12 mil km,
- Autopistas - 13,0 mil km (incluso con una superficie dura - 10,8 mil km).[10]

El principal puerto marítimo es Krasnovodsk, conectado por ferry a Bakú. Navegación por el río Amudarya y el canal Karakum.  
Gasoductos: Turkmenistán Occidental - Bekdash - Mangyshlak, Maiskoye - Asjabad - Bezmen y otros. El gas turcomano se suministró a través de tuberías al gasoducto Asia Central - Centro.